# Бруно Парма
Бруно Парма е словенски шахматист, гросмайстор от 1963 г. Първото му голямо участие в шахматния свят е на световното първенство за юноши през 1959 г., където заема втората позиция. Две години по-късно, на 21-годишна възраст, става световен шампион за юноши. Тази титла му донася звание международен майстор. Парма става гросмайстор през 1963 г., благодарение на доброто си представяне на турнира в Бевервайк. Това постижение го превръща в третия словенски гросмайстор, като преди него международното звание е заслужено от сънародниците му Милан Видмар (1950) и Вася Пирц (1953). Шампион е на Словения два пъти – 1959 и 1961 години. Най-доброто му представяне в югославския шампионат е през 1968 г., когато поделя третото място с Драголюб Минич, Милан Матулович и Боян Курайца. През последните години не участва на шахматни състезания.

## Турнирни резултати
- 1962 – Бевервайк (1 м.)
- 1962 – Малага (поделено 1 м.)
- 1964 – Поляница-Здруй (1 – 2 м.)
- 1965 – Реджо Емилия (1 м.)
- 1968 – Букурещ (1 м.)
- 1968 – Париж (1 м.)
- 1970 – Реджо Емилия (1 м.)
- 1970 – Сараево (1 м. на турнира „Босна“ с Любомир Любоевич)
- 1973 – Вършац (1 – 2 м. с Георги Трингов на „Бора Костич Мемориал“)
- 1980 – Рим (2 м.)